# One More Chance (film 1931)
One More Chance – amerykański film edukacyjny z 1931 roku w reżyserii Macka Sennetta z udziałem Binga Crosby’ego. Jest to drugi z sześciu krótkometrażowych filmów, w których wystąpił Crosby i które pomogły mu rozpocząć karierę solową.

## Obsada
- Bing Crosby jako Bing Bangs
- Arthur Stone jako wujek Joe
- Patsy O’Leary jako Ethel Bangs
- Matty Kemp jako Percy Howard
- George Gray jako George Dobbs
- Alice Adair jako pani Dobbs